# Póvoa de Cervães
Póvoa de Cervães is een plaats (freguesia) in de Portugese gemeente Mangualde en telt 225 inwoners (2001).